# Bombina lichuanensis
Bombina lichuanensis é uma espécie de anfíbio da família Bombinatoridae endemica de Hubei e Sichuan na China.